# Список плазунів Грузії
У цьому списку наведено всі види плазунів, які трапляються на території Грузії.
На території Грузії зареєстровано 3 види черепах, не менше 29 видів ящірок та не менше 24 види змій.

## РядЧерепахи(Testudines)
- Родина Прісноводні черепахи (Emydidae)
  - Болотна черепаха європейська (Emys orbicularis);

- Родина Азійські прісноводні черепахи (Geoemydidae)
  - Каспійська черепаха (Mauremys caspica);

- Родина Сухопутні черепахи (Testudinidae)
  - Черепаха середземноморська (Testudo graeca);

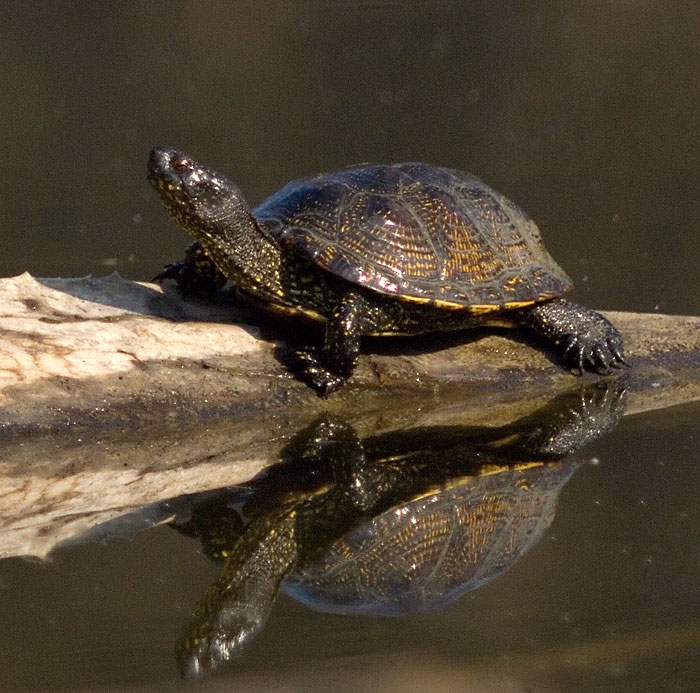
Болотна черепаха європейська
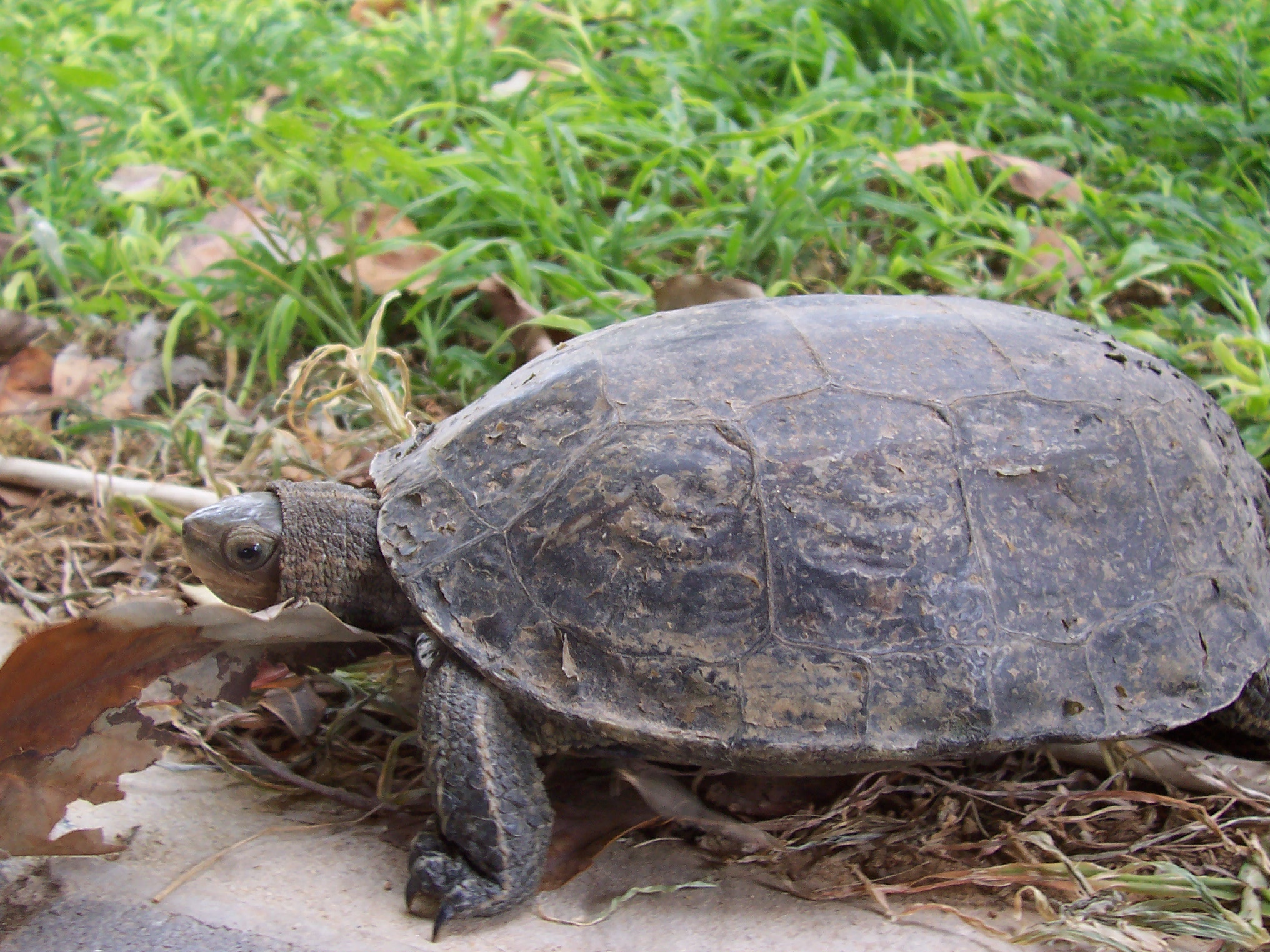
Каспійська черепаха
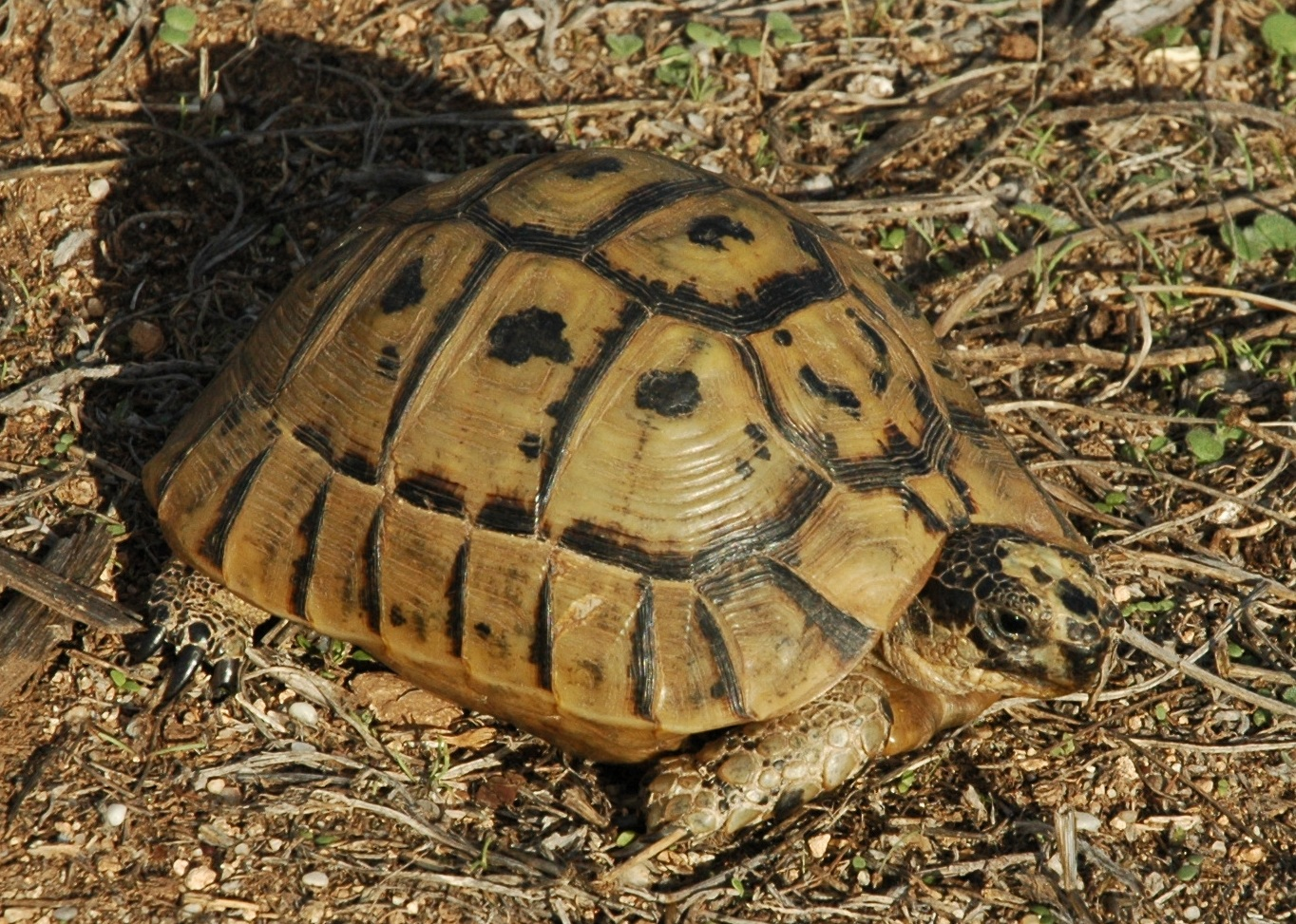
Черепаха середземноморська

## РядЛускаті(Squamata)

### ПідрядЯщірки(Lacertilia)
- Родина Геконові (Gekkonidae)
  - Каспійський криволапий гекон (Cyrtopodion caspius);

- Родина Агамові (Agamidae)
  - Агама кавказька (Laudakia caucasia);

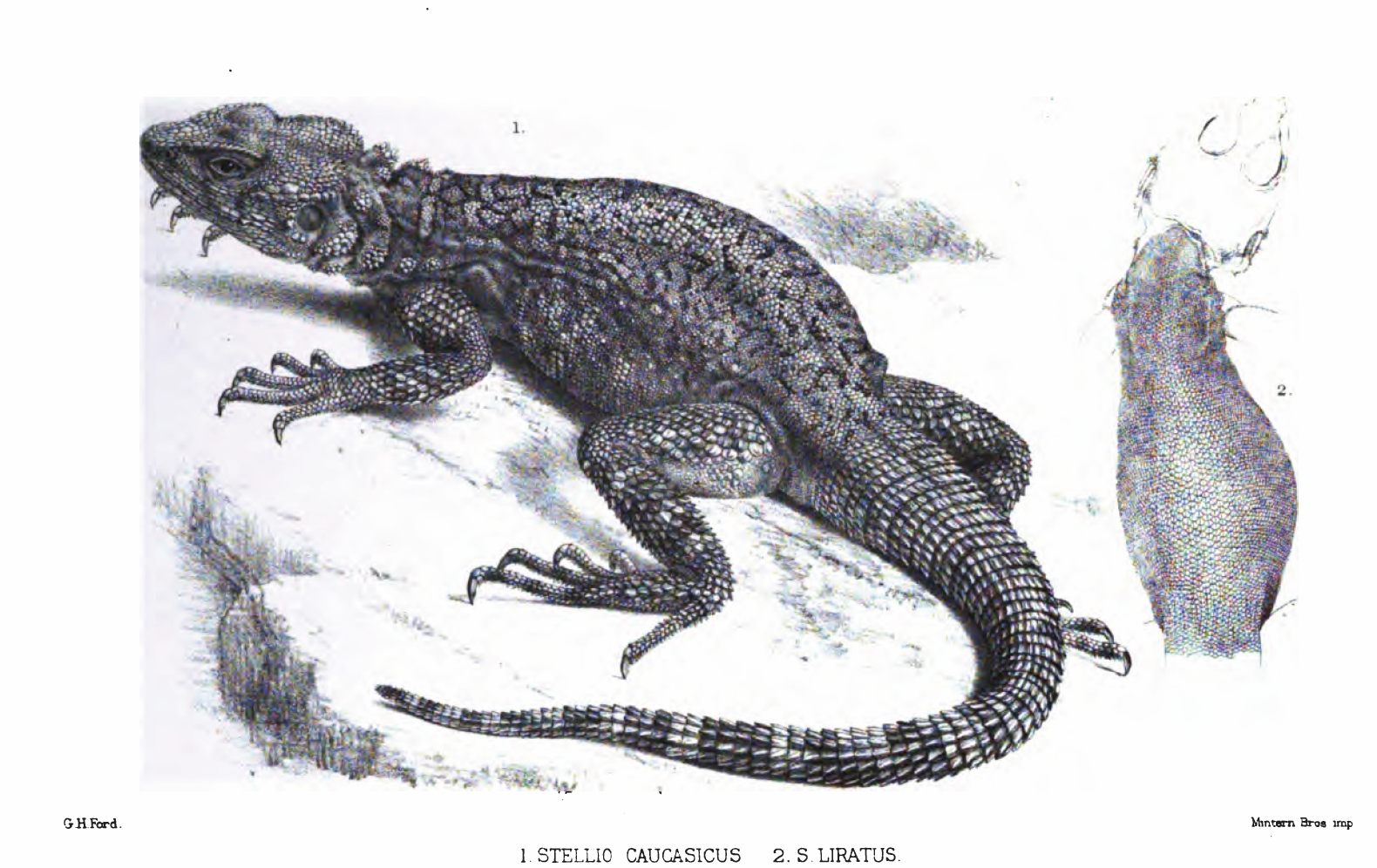
Агама кавказька

- Родина Веретільницеві (Anguidae)
  - Веретільниця ламка (Anguis fragilis);
  - Жовтопузик (Pseudopus apodus);

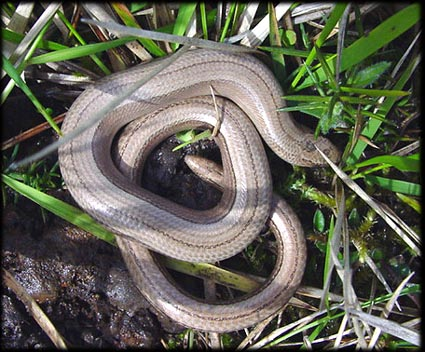
Веретільниця ламка
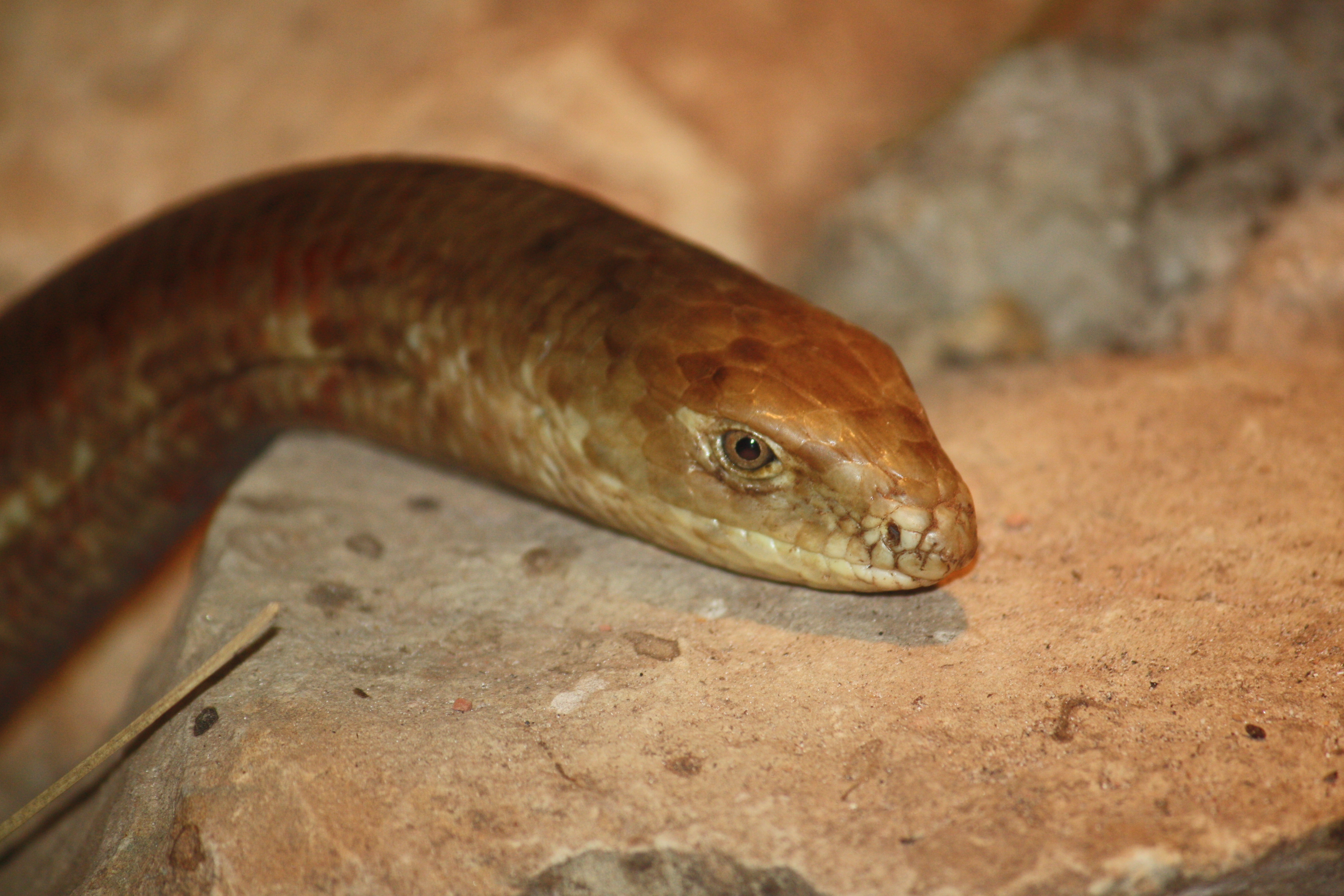
Жовтопузик

- Родина Сцинкові (Scincidae)
  - Голооко азійське (Ablepharus pannonicus);
  - Звичайний довгоногий сцинк (Eumeces schneideri);

- Родина Ящіркові (Lacertidae)
  - Ящірка альпійська (Darevskia alpina);
  - Ящірка вірменська (Darevskia armeniaca);
  - Ящірка Браунера (Darevskia brauneri);
  - Ящірка кавказька (Darevskia caucasica);
  - Ящірка турецька (Darevskia clarkorum);
  - Ящірка дагестанська (Darevskia daghestanica);
  - Ящірка Даля (Darevskia dehli);
  - Ящірка артвінська (Darevskia derjugini);
  - Ящірка чарнальська (Darevskia dryada);
  - Ящірка аджарська (Darevskia mixta);
  - Ящірка чорночерева (Darevskia parvula);
  - Ящірка куринська (Darevskia portschinskii);
  - Ящірка лучна (Darevskia praticola);
  - Ящірка азербайджанська (Darevskia raddei);
  - Ящірка грузинська (Darevskia rudis);
  - Ящірка білочерева (Darevskia unisexualis);
  - Ящірка Валентина (Darevskia valentini);
  - Ящурка піщана (Eremias arguta)
  - Ящурка швидка (Eremias velox)
  - Ящірка прудка (Lacerta agilis);
  - Середня ящірка (Lacerta media);
  - Ящірка смугаста (Lacerta strigata);
  - Змієголовка красива (Ophisops elegans);

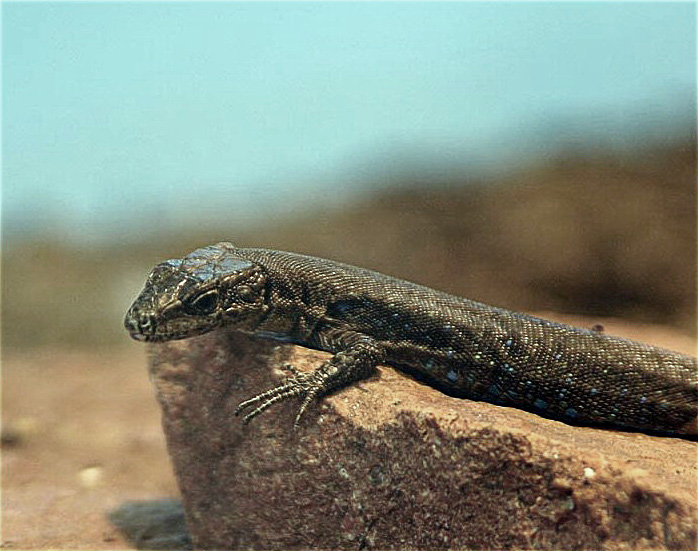
Ящірка вірменська
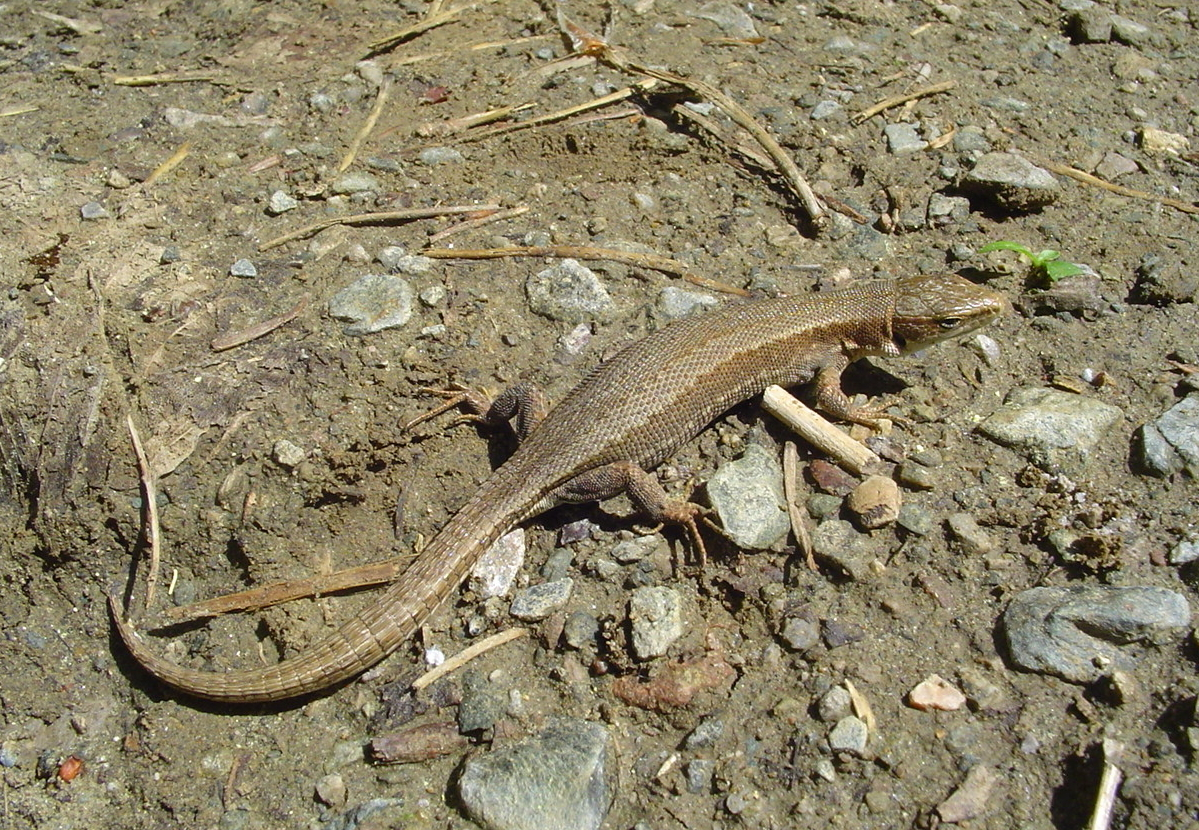
Ящірка лучна
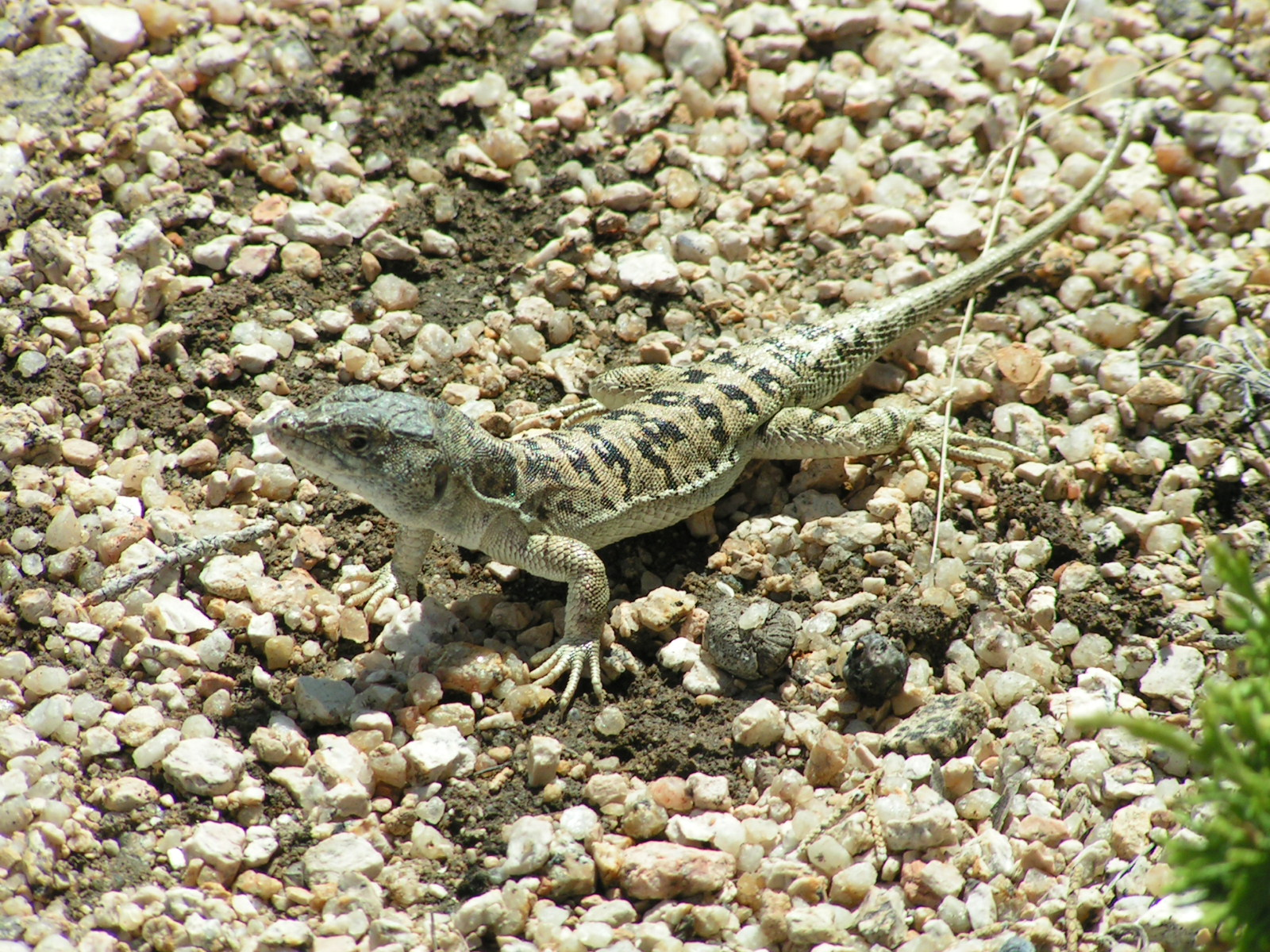
Ящурка піщана
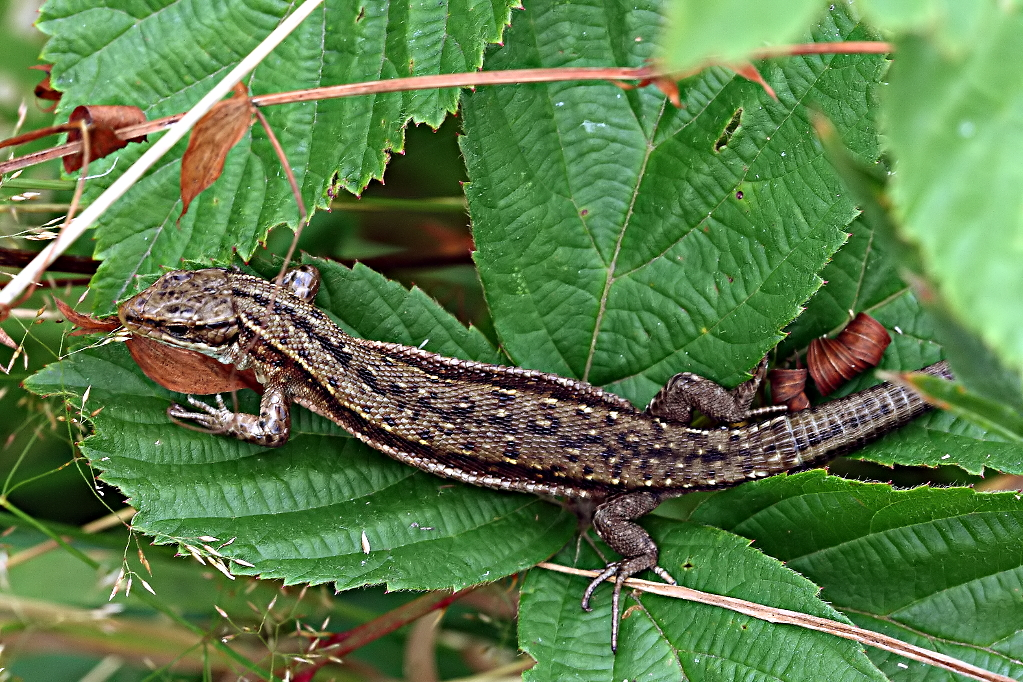
Ящірка прудка
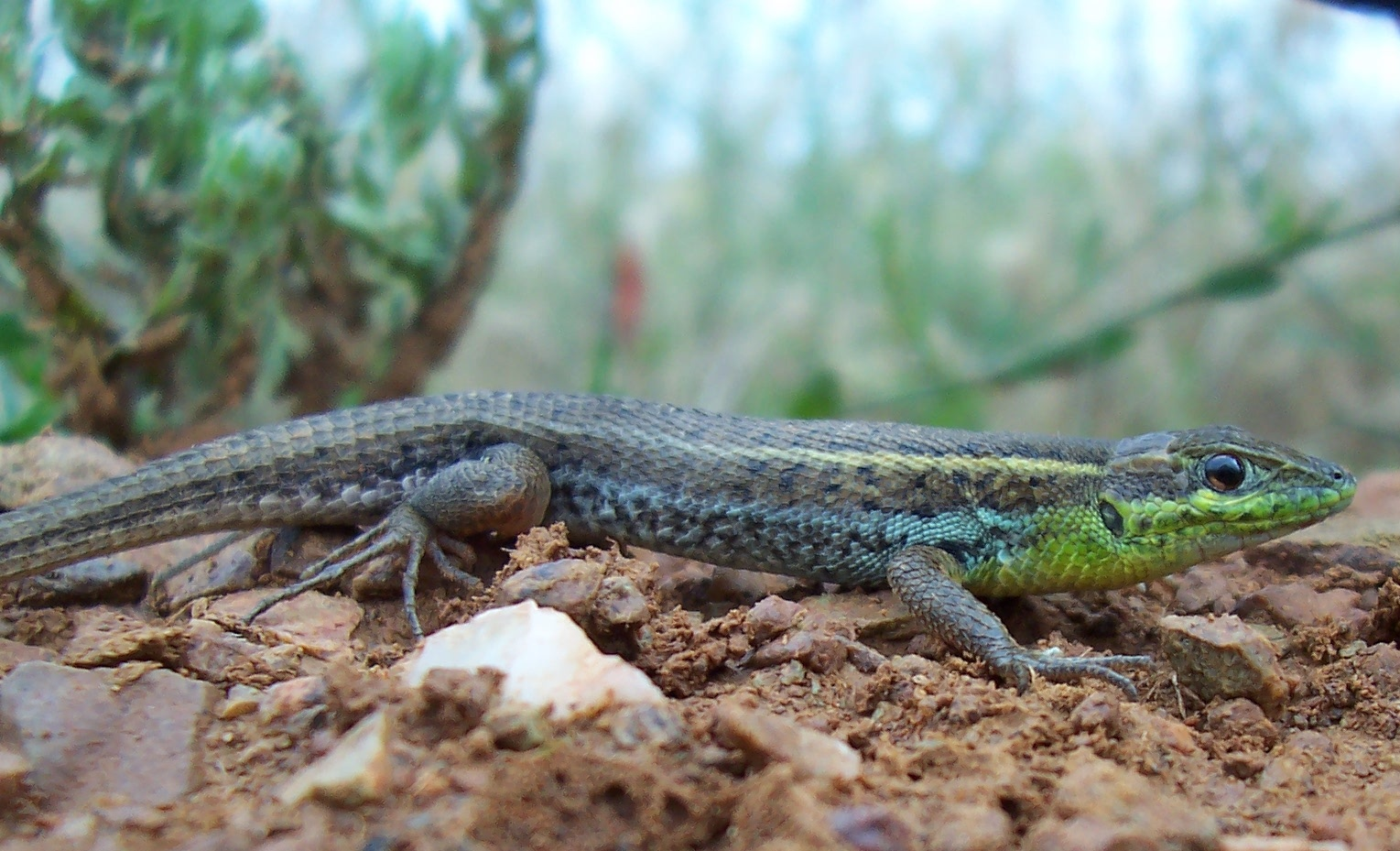
Змієголовка красива

### ПідрядЗмії(Serpentes)
- Родина Сліпуни (Typhlopidae)
  - Сліпун червоподібний (Typhlops vermicularis);

- Родина Удавові (Boidae)
  - Удавчик західний (Eryx jaculus);

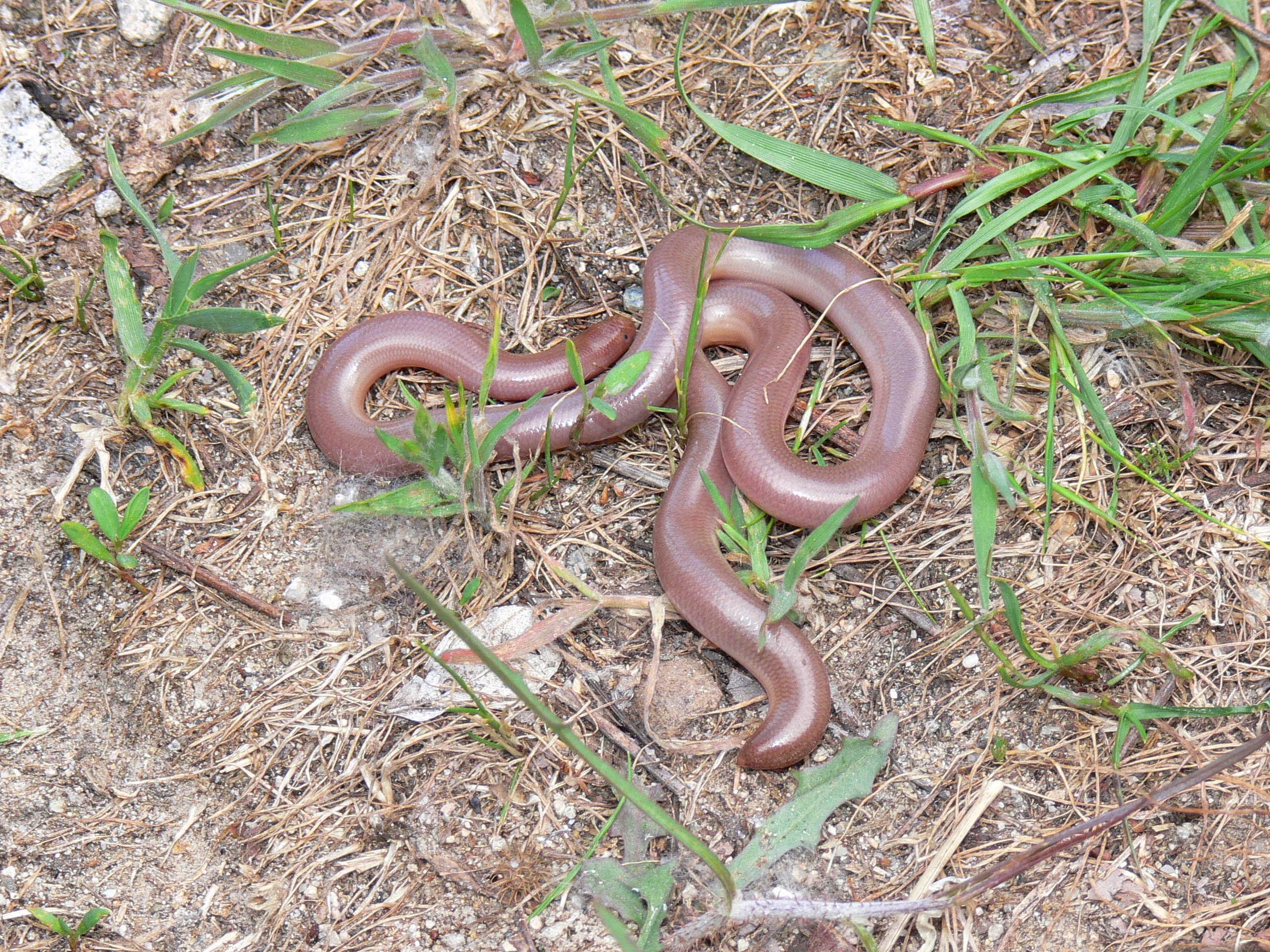
Сліпун червоподібний
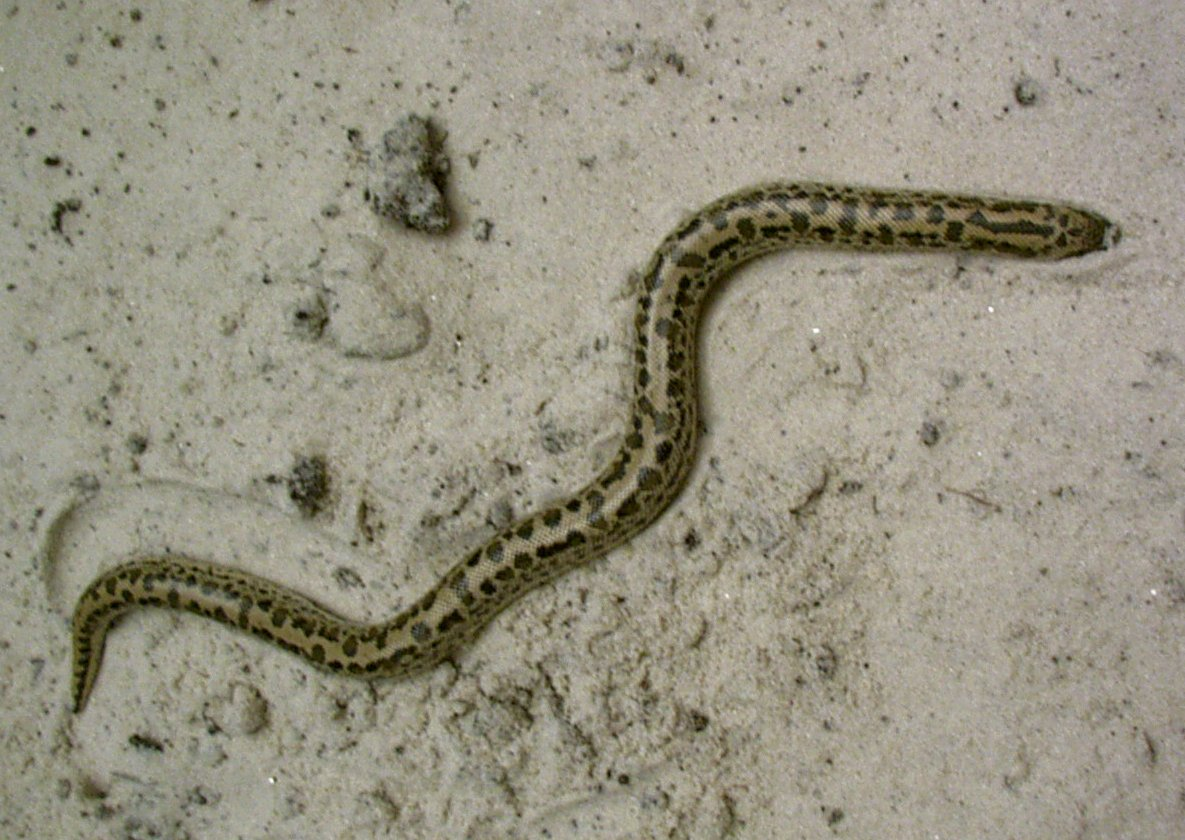
Удавчик західний

- Родина Полозові (Colubridae)
  - Полоз оливковий (Coluber najadum);
  - Полоз різнобарвний (Coluber ravergieri);
  - Полоз смугастий (Coluber spinalis);
  - Мідянка звичайна (Coronella austriaca);
  - Ейреніс комірцевий (Eirenis collarus);
  - Ейреніс сумирний (Eirenis modestus);
  - Полоз візерунковий (Elaphe dione);
  - Полоз закавказький (Elaphe hohenackeri);
  - Полоз ескулапів (Elaphe longissima);
  - Полоз сарматський (Elaphe sauromates);
  - Полоз Шмідта (Hierophis schmidti);
  - Звичайна ящіркова змія (Malpolon monspessulanus);
  - Вуж колхидський (Natrix megalocephala);
  - Вуж звичайний (Natrix natrix);
  - Вуж водяний (Natrix tesellata);
  - Котяча змія звичайна (Telescopus fallax);

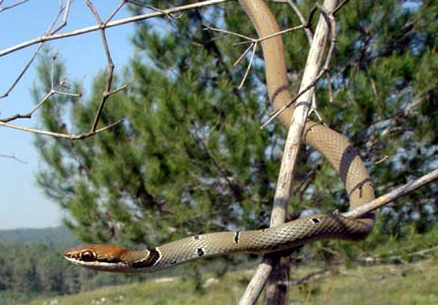
Полоз оливковий
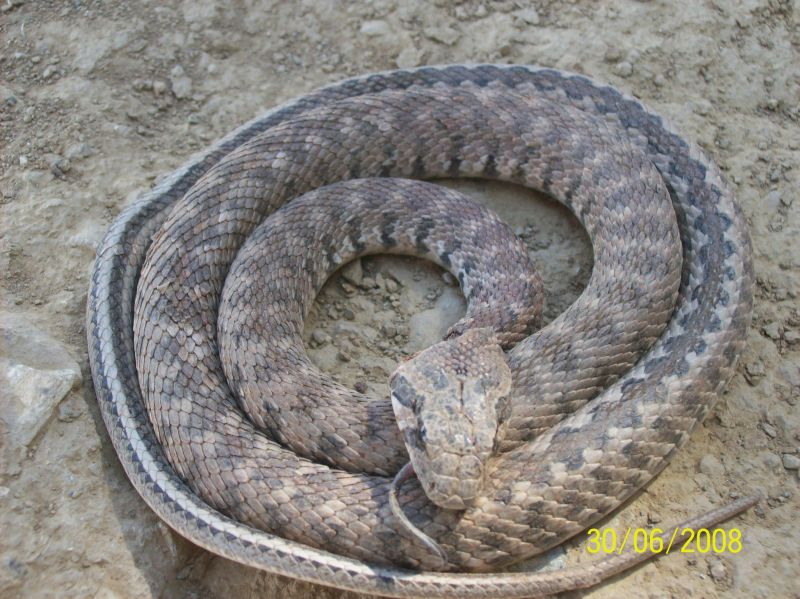
Полоз різнобарвний
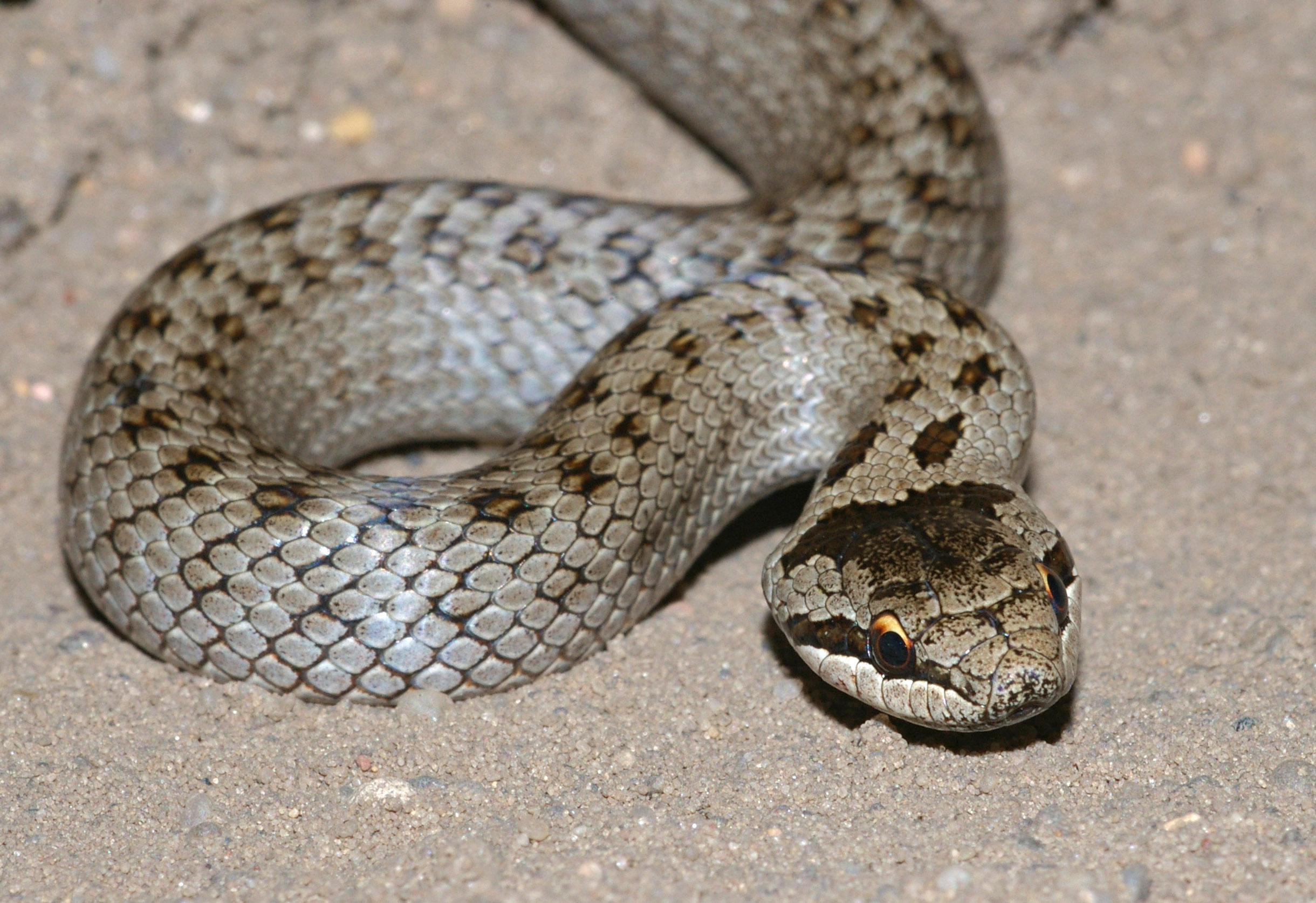
Мідянка звичайна
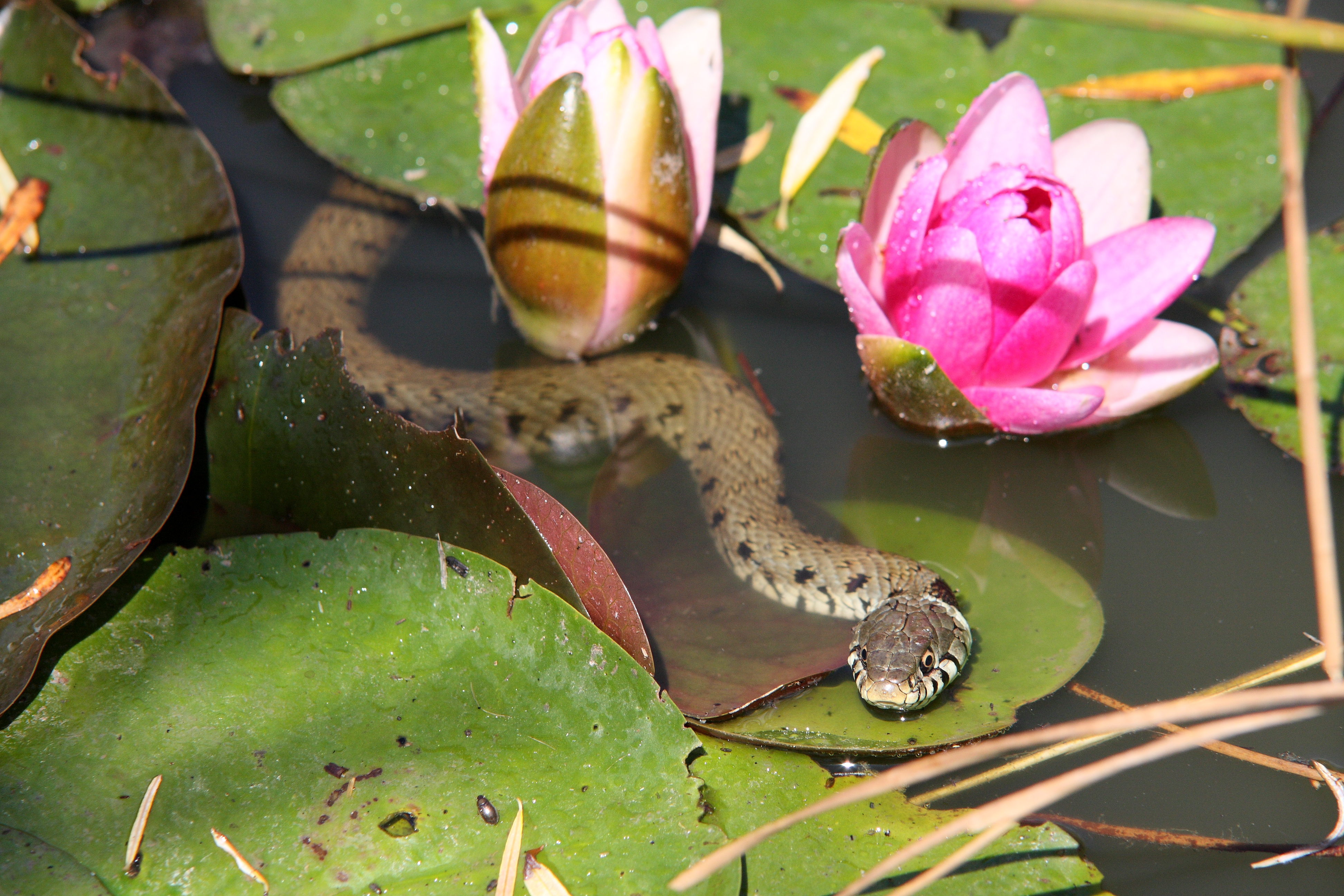
Вуж звичайний
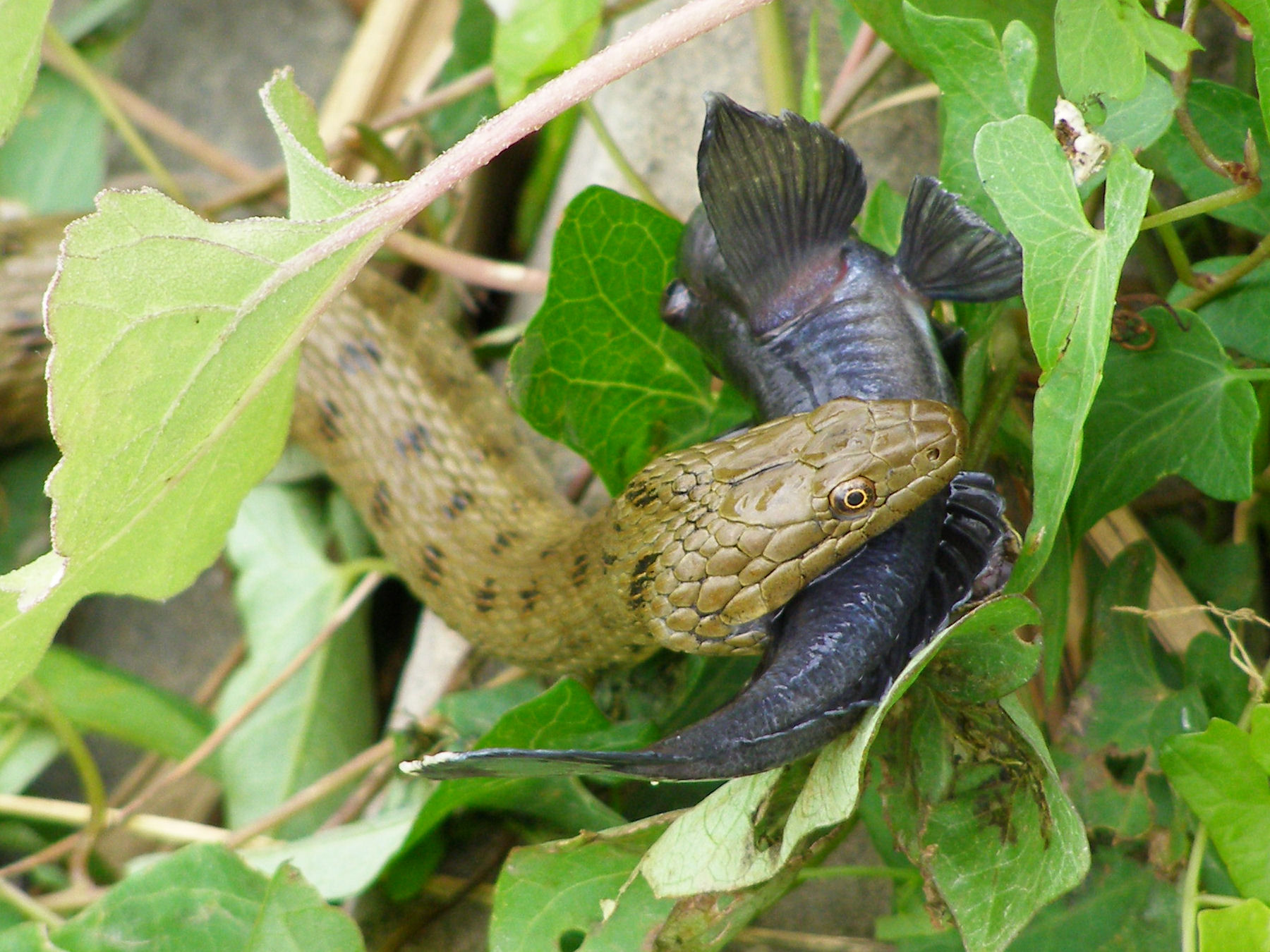
Вуж водяний
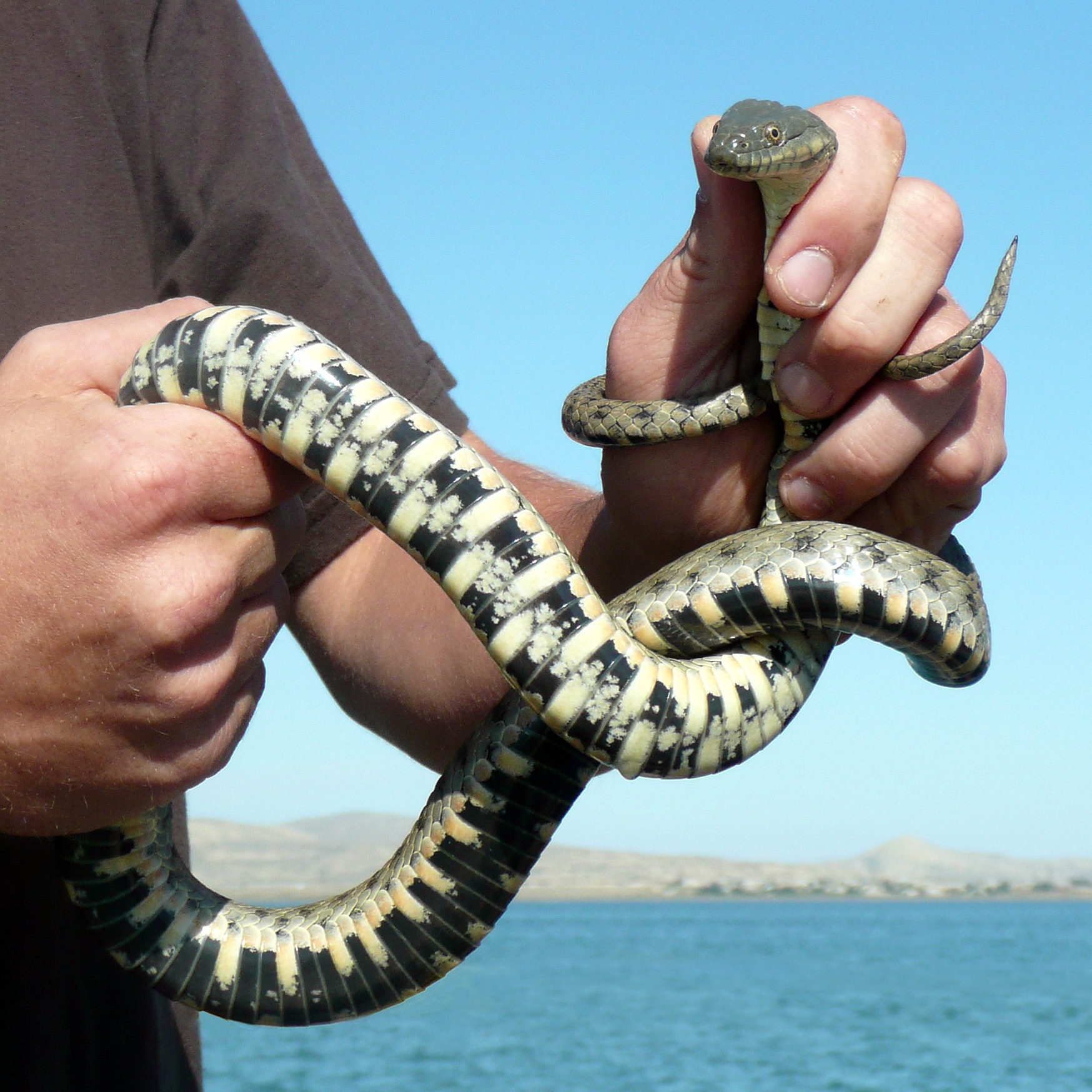
Вуж колхидський

- Родина Гадюкові (Viperidae)
  - Гадюка Дініка (Vipera dinniki);
  - Кавказька гадюка (Vipera kaznakovi);
  - Гадюка Лотієва (Vipera lotievi);
  - Гадюка степова (Vipera renardi);
  - Гадюка закавказька (Vipera transcaucasiana);
  - Гюрза (Macrovipera lebetina);

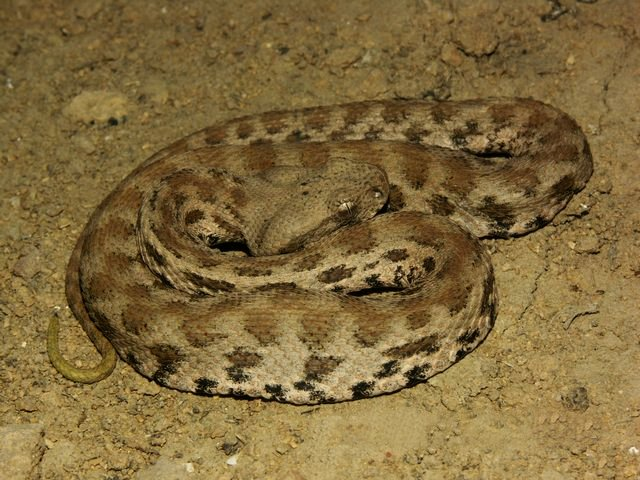
Гюрза